# Лилль-Уэст

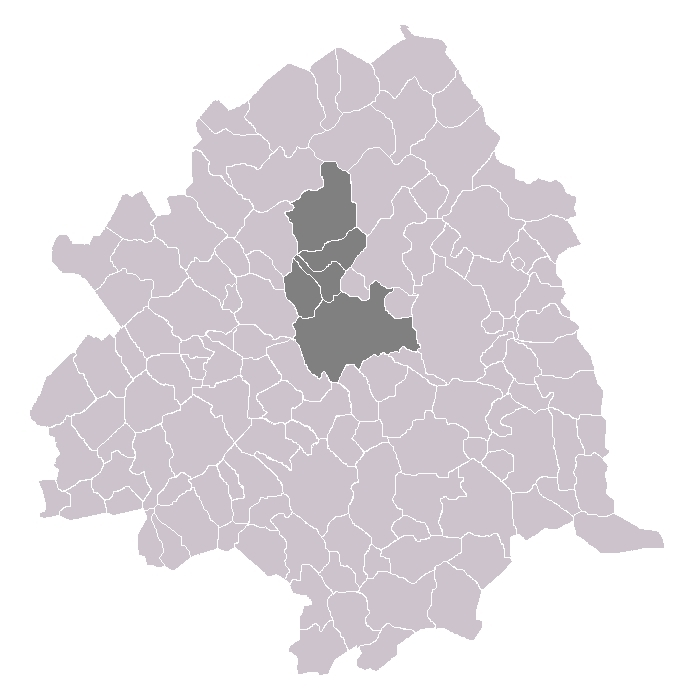
Кантон Лилль-Вест в составе округа

Лилль-Вест (фр. Lille-Ouest) — упраздненный кантон во Франции, регион Нор — Па-де-Кале, департамент Нор. Входил в состав округа Лилль.
В состав кантона входили коммуны (население по данным Национального института статистики за 2011 г.):
- Вамбреши (9 705 чел.)
- Ламберсар (28 581 чел.)
- Лилль (западные кварталы) (6 150 чел.)
- Маркетт-ле-Лилль (10 029 чел.)
- Сен-Андре-ле-Лилль (11 524 чел.)

## Экономика
Структура занятости населения (без учета части Лилля):
- сельское хозяйство — 0,2 %
- промышленность — 12,7 %
- строительство — 7,3 %
- торговля, транспорт и сфера услуг — 46,9 %
- государственные и муниципальные службы — 32,9 %

Уровень безработицы (2011) - 11,0 % (Франция в целом - 12,8 %, департамент Нор - 16,3 %). 

Среднегодовой доход на 1 человека, евро (2011) - 29 583 (Франция в целом - 25 140, департамент Нор - 22 405).

## Политика
Жители кантона, в отличие от большей части агломерации Лилль, придерживаются правых взглядов. На президентских выборах 2012 г. они отдали в 1-м туре Николя Саркози 32,2 % голосов против 25,5 % у Франсуа Олланда и 14,8 % у Марин Ле Пен, во 2-м туре в кантоне победил Саркози, получивший 53,2 % голосов (2007 г. 1 тур: Саркози - 35,4 %, Сеголен Руаяль - 22,7 %; 2 тур: Саркози - 57,4 %). На выборах в Национальное собрание в 2012 г. по 4-му избирательному округу департамента Нор жители кантона поддержали кандидата правого Союза за народное движение Марка-Филиппа Добресса, набравшего 42,3 % голосов в 1-м туре и 52,9 % - во 2-м туре . (2007 г. Марк-Филипп Добресс (СНД): 1-й тур: - 43,6 %, 2-й тур - 57,0 %). На региональных выборах 2010 года в 1-м туре победил список правых, собравший 27,2 % голосов и опередивший социалистов (23,4 %). Во 2-м туре единый «левый список» с участием социалистов, коммунистов и «зелёных» во главе с Президентом регионального совета Нор-Па-де-Кале Даниэлем Першероном получил 47,2 % голосов, «правый» список во главе с сенатором Валери Летар занял второе место с 37,5 %, а Национальный фронт Марин Ле Пен с 15,3 % финишировал третьим.
|  | Кандидат       | Партия                    | % голосов |
|  | -------------- | ------------------------- | --------- |
|  | Оливье Энно    | Демократическое движение  | 99,48     |
|  | Жак-Ив Вамберг | Союз за народное движение | 0,52      |